# بالگردگاه کمپ ریلا
بالگردگاه کمپ ریلا (به انگلیسی: Camp Rilea Heliport) یک فرودگاه نظامی است . این فرودگاه در کشور ایالات متحده آمریکا قرار دارد و در ارتفاع ۹ متری از سطح دریا واقع شده‌است.